# Kateřina Kočiová
Kateřina Kočiová (ur. 3 lutego 1988) – czeska siatkarka występująca na pozycji przyjmującej. W latach 2002–2005 była reprezentantką Czech juniorek. Obecnie reprezentuje klub Jakarta BNI 46.

## Kluby
- 2004–2008  Olimp Praga
- 2008–2009  PND VC Weert
- 2009–2011  VC Slavia Praga
- 2011–2012  KPSK Stal Mielec
- 2012  SVS Post Schwechat
- 2012–2013  VK AGEL Prostějov
- 2013–2014  Jakarta BNI 46

## Sukcesy
- 2009 –  3. miejsce w mistrzostwach Holandii z PND VC Weert
- 2008 –  Mistrzostwo Czech z Olimpem Praga
- 2007 –  2. miejsce w mistrzostwach Czech z Olimpem Praga
- 2006 –  3. miejsce w mistrzostwach Czech z Olimpem Praga
- 2006 –  Puchar Czech z Olimpem Praga
- 2005 –  Mistrzostwo Czech z Olimpem Praga
- 2005 –  Puchar Czech z Olimpem Praga